# 콘티넨털 미크로네시아
콘티넨털 미크로네시아(영어: Continental Micronesia)는 콘티넨탈 항공의 자회사로 마리아나 제도에 위치한 괌섬을 거점으로 하는 항공사이다. 괌을 거점으로하여 마리아나 제도, 폴리네시아, 동아시아, 동남아시아, 오스트레일리아, 하와이 등지로 운항하고 있다.

## 역사

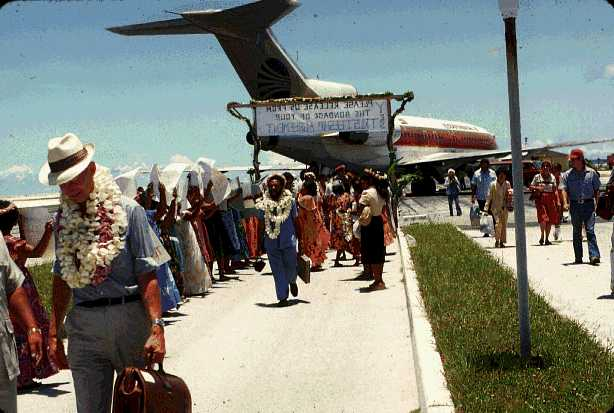
1978년 마주로 유엔 방문선교 도착 싸인에는 "당신의 신탁 통치 협정의 속박에서 우리를 풀어주십시오"라고 쓰여 있다. 그 배경에는 에어 마이크(현재의 콘티넨털 미크로네시아) 보잉 727기가 있다.

1968년 콘티넨탈 항공과 지역 투자자가 에어 미크로네시아(영어: Air Micronesia)으로 설립하였고 이 이름에서 에어 마이크(영어: Air Mike)이란 별명이 생겼다. 초기에 보잉 727-100과 더글러스 DC-6로 운항을 하였다. 1980년대에 일본 국제선 노선을 개설했고 이름을 콘티넨탈 에어 미크로네시아(영어: Continental Air Micronesia)로 사명이 변경 했다가 1990년대 말 다시 현재의 이름으로 바꾸었다. 2010년에 12월 22일에 자회사인 콘티넨탈 항공으로 흡수 후 합병이 이루어지긴 했으나 법인상으로 여전히 잔존하고 있다.

## 운항 노선
- 2011년 11월 기준으로 콘티넨탈 미크로네시아는 다음과 같은 노선을 운항했다.

## 보유 기종[2]

### 당시 사용하는 기종
- 2011년 11월 기준으로 콘티넨탈 미크로네시아는 다음과 같은 기종을 보유하고 있다.

### 퇴역 기종
- 보잉 747
- 맥도널 더글러스 DC-10
- 보잉 727 - 전체 승객 보잉 727-100 및 727-200 항공기, 보잉 727-100 승객/화물 항공기 포함
- 보잉 757

## 사건 및 사고
- 1980년 11월 21일, 에어 미크로네시아였을 때 사고이다.(기종: 보잉 727-100C, 등록번호: N18479) 에어 미크로네시아 614편이 미크로네시아 야프섬 야프 국제공항에 착륙하던 중 추락했다. 이 항공기는 공항 활주로에 13피트(4m)나 떨어져 착륙했고, 오른쪽 착륙 기어가 뜯겼다. 그 후 보잉 727기는 활주로를 따라 미끄러져 점차 정글 쪽으로 방향을 바꾸었다. 착륙 지점에서 약 520m 떨어진 지점에서 정지했고 화재가 발생해 항공기가 파괴됐다. 탑승객 67명과 승무원 6명 모두 불타는 항공기를 대피시켜 사고에서 살아남았다.

## 같이 보기
- 미국의 없어진 항공사 목록

## 사진

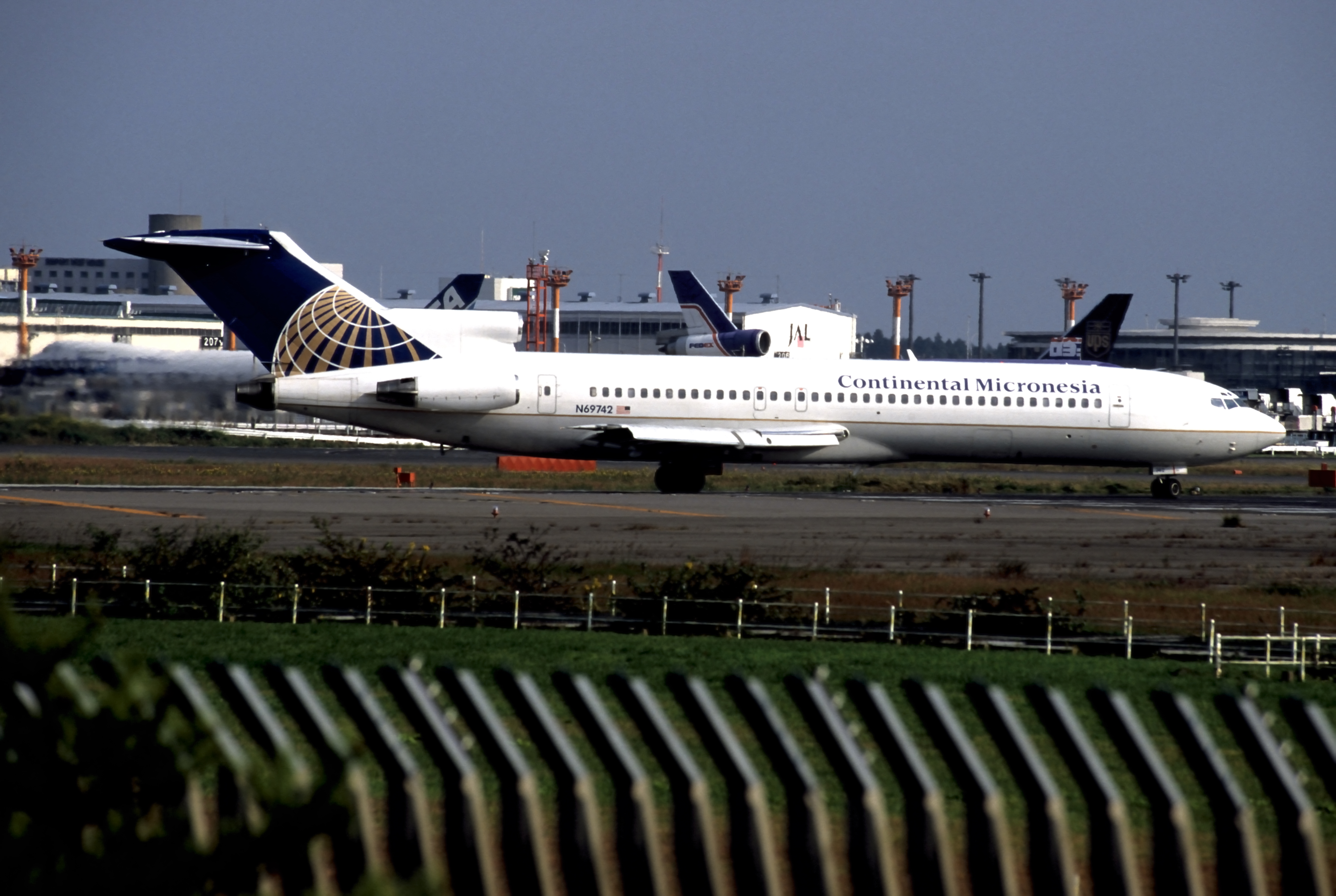
콘티넨털 미크로네시아 소속 보잉 727-200 항공기
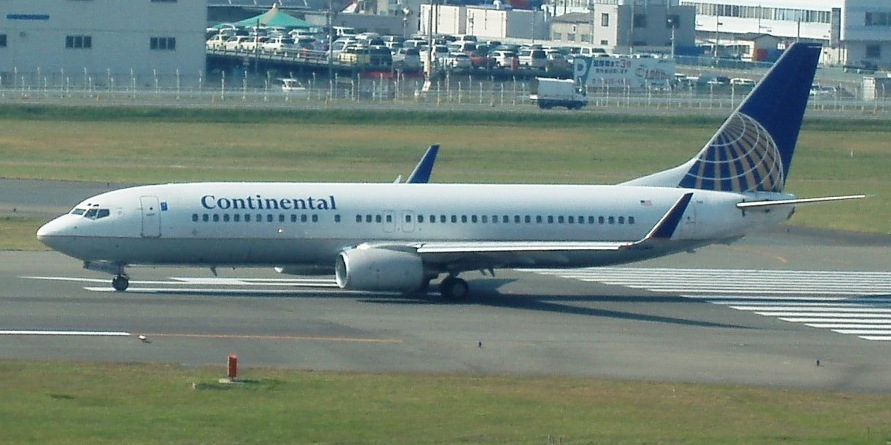
콘티넨털 미크로네시아 소속 보잉 737-800 항공기
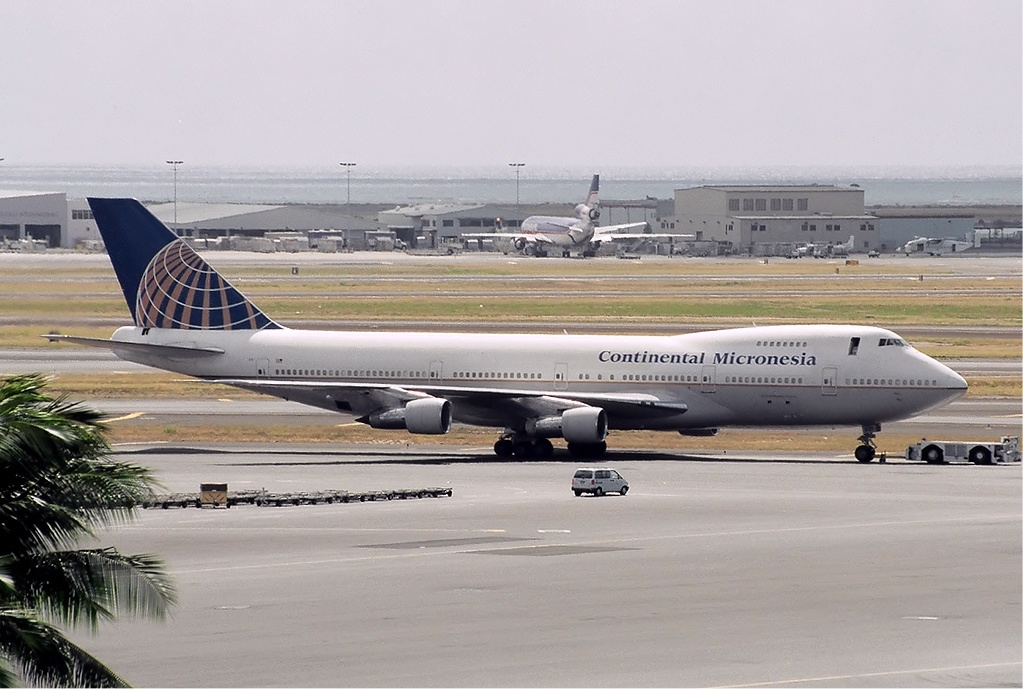
콘티넨털 미크로네시아 소속 보잉 747-200 항공기